# Euophryini
Euophryini (лат.) — триба подсемейство аранеоморфных пауков из семейства пауков-скакунов (Salticidae). Ранее рассматривалась в ранге подсемейства Euophryinae. Более 1000 видов.

## Распространение
Встречаются повсеместно, на всех материках, кроме Антарктиды. Большинство видов отмечены в тропиках и субтропиках.

## Описание
Мелкие и среднего размера пауки. Представители этой группы демонстрируют большое разнообразие формы тела: некоторые относительно большие и стройные с длинными ногами (например, Bathippus), другие очень коренастые с короткими ногами и высокой головогрудью (например, Omoedus piceus), некоторые уплощены (например, Thiania spectrum), сходны с долгоносиками (Coccorchestes), другие похожи на муравьёв (Sobasina и Paraharmochirus). Характерно наличие свернутого эмболюса на дистальном конце тегулума пальп.

## Систематика
Одна из крупнейших групп пауков-скакунов (Salticidae). Известно 116 родов и более 1000 видов.

### Классификация (с 2015 года)
В 2015 году канадский арахнолог Мэддисон провёл полную реклассификацию всего семейства пауков-скакунчиков, часть групп расформировал и определил подсемейство Euophryinae в ранге трибы Euophryini в составе подсемейства Salticinae. Триба включена в состав клады Salticoida/Saltafresia/Simonida. Род Trite Simon, 1885 в новой классификации рассматривается в составе трибы Viciriini из клады Salticoida/Astioida (Salticinae).

### Классификация Euophryinae (до 2015)
Ранее группа рассматривалась в ранге подсемейства в составе 17 триб. Группа Euophryinae была впервые выделена в 1901 году французским арахнологом Эженом Симоном (Eugène Simon) под названием «Evophrydeae» и в его классификации (Simon 1901; 1903) включало только три рода: Akela, Euophrys и Rhyphelia.
- Трибы: Amphidrausini — Athamini — Bellienini — Chalcoscirtini — Coccorchestini — Cytaeini — Emathini — Euophryini — Hermotimini — Laufeiini — Pensacolini — Saitini — Servaeini — Spilargini — Thianiini — Tritini — Zenodorini

- Agobardus Keyserling, 1885
- Akela Peckham & Peckham, 1896[4]
- Amphidraus Simon, 1900[5]
- Anasaitis Bryant, 1950[6]
- Antillattus Bryant, 1943[7]
- Aruattus Logunov & Azarkina, 2008
- Asaphobelis Simon, 1902[8]
- Ascyltus Karsch, 1878
- Athamas O. P.-Cambridge, 1877[9]
- Bathippus Thorell, 1892
- Belliena Simon, 1902
- Bindax Thorell, 1892
- Bokokius Roewer, 1942
- Canama Simon, 1903[10]
- Caribattus Bryant, 1950[6]
- Chalcoscirtus Bertkau, 1880
- Chalcotropis Simon, 1902
- Chapoda Peckham & Peckham, 1896
- Charippus Thorell, 1895
- Chinattus Logunov, 1999
- Chloridusa Simon, 1902
- Cobanus F. O. P.-Cambridge, 1900
- Coccorchestes Thorell, 1881[11]
- Colyttus Thorell, 1891
- Commoris Simon, 1902
- Compsodecta Simon, 1903[10]
- Coryphasia Simon, 1902
- Corythalia C. L. Koch, 1850
- Cytaea Keyserling, 1882
- Darwinneon Cutler, 1971
- Dinattus Bryant, 1943[7]
- Dolichoneon Caporiacco, 1935
- Donoessus Simon, 1902
- Emathis Simon, 1899
- Ergane L. Koch, 1881
- Euophrys C. L. Koch, 1834[12][13]
- Euryattus Thorell, 1881
- Gedea Simon, 1902
- Gorgasella Chickering, 1946
- Habrocestoides Prószyński, 1992
- Habrocestum Simon, 1876
- Hermotimus Simon, 1903[10]
- Hypoblemum Peckham & Peckham, 1886[14]
- Ilargus Simon, 1901[15]
- Jotus L. Koch, 1881
- Klamathia Peckham & Peckham, 1903
- Lagnus L. Koch, 1879
- Laufeia Simon, 1889
- Lauharulla Keyserling, 1883
- Lepidemathis Simon, 1903[10]
- Lophostica Simon, 1902
- Lycidas Karsch, 1878[16]
- Maeota Simon, 1901[15]
- Maeotella Bryant, 1950[6]
- Maratus Karsch, 1878
- Margaromma Keyserling, 1882
- Mexigonus Edwards, 2002[17]
- Micalula Strand, 1932
- Mirandia Badcock, 1932
- Mopiopia Simon, 1902
- Muziris Simon, 1901[15]
- Naphrys Edwards, 2002[17]
- Nebridia Simon, 1902
- Neon Simon, 1876
- Neonella Gertsch, 1936[18]
- Nicylla Thorell, 1890
- Ocnotelus Simon, 1902
- Omoedus Thorell, 1881
- Opisthoncana Strand, 1913
- Palpelius Simon, 1903[10]
- Paradecta Bryant, 1950[6]
- Parajotus Peckham & Peckham, 1903
- Parasaitis Bryant, 1950[6]
- Pellolessertia Strand, 1929
- Pensacola Peckham & Peckham, 1885
- Pensacolops Bauab, 1983
- Phaulostylus Simon, 1902
- Pignus Wesolowska, 2000
- Poecilorchestes Simon, 1901[15]
- Pristobaeus Simon, 1902
- Prostheclina Keyserling, 1882[19]
- Pselcis Simon, 1903[10]
- Pseudemathis Simon, 1902
- Pseudeuophrys Dahl, 1912[20]
- Pseudocorythalia Caporiacco, 1938
- Pystira Simon, 1901[15]
- Rhyphelia Simon, 1902
- Saaristattus Logunov & Azarkina, 2008
- Saitidops Simon, 1901[15]
- Saitis Simon, 1876
- Saitissus Roewer, 1938
- Salpesia Simon, 1901[15]
- Semnolius Simon, 1902
- Servaea Simon, 1888
- Sidusa Peckham & Peckham, 1895
- Sigytes Simon, 1902
- Siloca Simon, 1902
- Spilargis Simon, 1902
- Stoidis Simon, 1901[15]
- Talavera Peckham & Peckham, 1909[21]
- Tanzania Kocak & Kemal, 2008
- Tariona Simon, 1902
- Tatari Berland, 1938
- Thianella Strand, 1907
- Thiania C. L. Koch, 1846
- Thianitara Simon, 1903[10]
- Thorelliola Strand, 1942[22]
- Thyenula Simon, 1902[23]
- Trite Simon, 1885
- Tylogonus Simon, 1902[24][25]
- Udvardya Prószyński, 1992
- Xenocytaea Berry, Beatty & Prószyński, 1998
- Zenodorus Peckham & Peckham, 1886
- † Parevophrys Petrunkevitch, 1942